# Europabron
Europabron (tyska: Europabrücke) är en motorvägsbro i Österrike (motorväg A13, även kallad Brennermotorvägen eller E45). Bron ligger söder om Innsbruck och norr om Brennerpasset. Den utgör en viktig förbindelse då motorvägen mellan Tyskland och Italien går på denna.
Den är Europas näst högsta bro, räknat som höjd över marken nedanför. Den är 657 m lång och 190 m hög, och invigdes 1963. Den var högst i Europa tills Millaubron invigdes 2004.
Europabron som är en så kallad balkbro vilar på fem stålbetongpelare, varav den mittersta är högst med 146,5 meter. Spännvidden mellan pelarna är 81, 108, 198, 108, 81 och 81 meter.
Under bygget av bron omkom 22 människor.

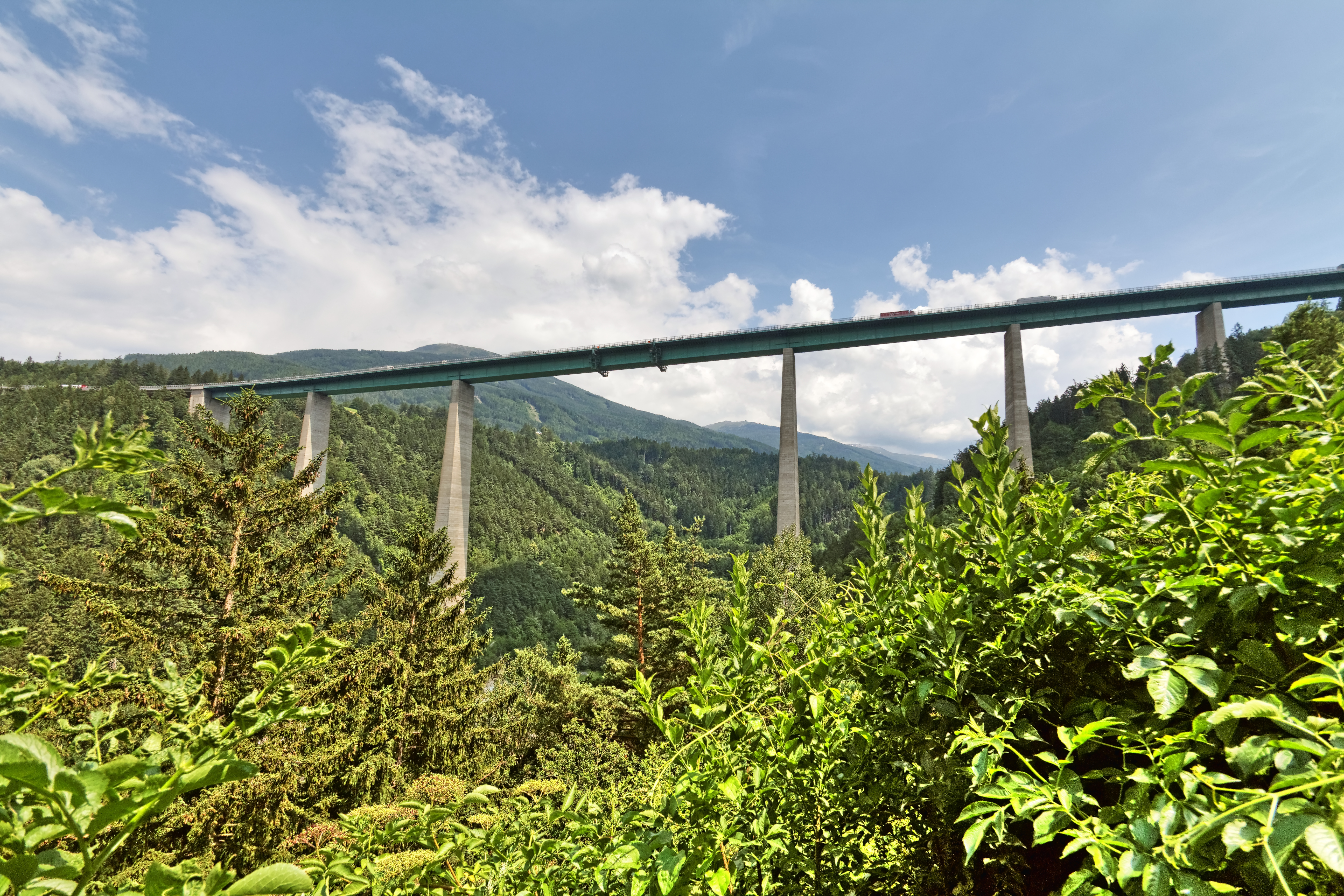
Bild underifrån på bron.